# Champlin (Nièvre)
Champlin (Nièvre) és un municipi francès, situat al departament del Nièvre i a la regió de Borgonya - Franc Comtat. L'any 2007 tenia 33 habitants.

## Demografia

### Població
El 2007 la població de fet de Champlin (Nièvre) era de 33 persones. Hi havia 16 famílies, de les quals 10 eren unipersonals (7 homes vivint sols i 3 dones vivint soles), 3 parelles sense fills i 3 parelles amb fills.
La població ha evolucionat segons el següent gràfic:
Habitants censats

### Habitatges
El 2007 hi havia 57 habitatges, 20 eren l'habitatge principal de la família, 31 eren segones residències i 6 estaven desocupats. Tots els 57 habitatges eren cases. Dels 20 habitatges principals, 16 estaven ocupats pels seus propietaris, 3 estaven llogats i ocupats pels llogaters i 1 estava cedit a títol gratuït; 3 tenien dues cambres, 6 en tenien tres, 2 en tenien quatre i 10 en tenien cinc o més. 17 habitatges disposaven pel capbaix d'una plaça de pàrquing. A 10 habitatges hi havia un automòbil i a 6 n'hi havia dos o més.

### Piràmide de població
La piràmide de població per edats i sexe el 2009 era:
| Homes | Edats   | Dones |
| ----- | ------- | ----- |
| 0     | 95 o +  | 0     |
| 0     | 90 a 94 | 0     |
| 0     | 85 a 89 | 0     |
| 0     | 80 a 84 | 0     |
| 4     | 75 a 79 | 4     |
| 4     | 70 a 74 | 0     |
| 0     | 65 a 69 | 8     |
| 0     | 60 a 64 | 4     |
| 0     | 55 a 59 | 0     |
| 4     | 50 a 54 | 8     |
| 0     | 45 a 49 | 0     |
| 0     | 40 a 44 | 0     |
| 0     | 35 a 39 | 0     |
| 0     | 30 a 34 | 0     |
| 4     | 25 a 29 | 0     |
| 0     | 20 a 24 | 0     |
| 4     | 15 a 19 | 0     |
| 0     | 10 a 14 | 0     |
| 0     | 5 a 9   | 0     |
| 0     | 0 a 4   | 0     |

## Economia
El 2007 la població en edat de treballar era de 17 persones, 9 eren actives i 8 eren inactives. De les 9 persones actives 7 estaven ocupades (4 homes i 3 dones) i 2 estaven aturades (2 homes). De les 8 persones inactives 6 estaven jubilades i 2 estaven classificades com a «altres inactius».
Activitats econòmiques
L'únic establiment que hi havia el 2007 era d'una empresa de serveis.
L'any 2000 a Champlin (Nièvre) hi havia explotacions agrícoles.

## Poblacions més properes
El següent diagrama mostra les poblacions més properes.